# André Reybaz
André Reybaz (* 29. Oktober 1922 in Paris; † 7. April 1989 in Le Pré-Saint-Gervais) war ein französischer Schauspieler und Theaterregisseur.

## Leben
Zusammen mit seiner Partnerin Catherine Toth gründete er die Compagnie du Myrmidon, die 1949 den ersten Preis der Jeunes Compagnies für Fastes d'enfer von Michel de Ghelderode erhielt. Von 1960 bis 1970 leitete er das Centre dramatique du Nord, danach war er fünf Jahre lang an der Comédie-Française. André Reybaz war am Theater sowohl als Schauspieler als auch als Regisseur tätig.
Im Film hat er seine erste größere Rolle in Das unheimliche Haus (1942). Im Kino wurde er vor allem als Gefängniswärter in Un chant d'amour von Jean Genet aus dem Jahre 1950 bekannt. Eine seiner markantesten Filmrollen bleibt seine Darstellung des mysteriösen Graf von Saint Germain, dem teuflischen Widersacher der Heldin Claude Jade im Science-Fiction-Film Schach dem Roboter.

## Filmauswahl
- 1942: Das unheimliche Haus (Les Inconnus dans la maison)
- 1943: Paradies der Damen (Au bonheur des dames)
- 1943: Maigret und die Frau ohne Kopf (Cécile est morte!)
- 1950: Ein Liebeslied (Un chant d’amour)
- 1952: Wir sind alle Mörder (Nous sommes tous des assassins)
- 1954: Versailles – Könige und Frauen (Si Versailles m’était conté)
- 1955: Sie zerbrachen nicht (Les Chiffonniers d'Emmaüs)
- 1959: Mit den Augen der Liebe (Les yeux de l’amour)
- 1971: Aus Liebe sterben (Mourir d‘aimer)
- 1973: Kein Rauch ohne Feuer (Il n’y a pas de fumée sans feu)
- 1976: Schach dem Roboter (Le collectionneur de cerveaux)
- 1976: Der Körper meines Feindes (Le corps de mon ennemi)